# Pau i Treva de Déu

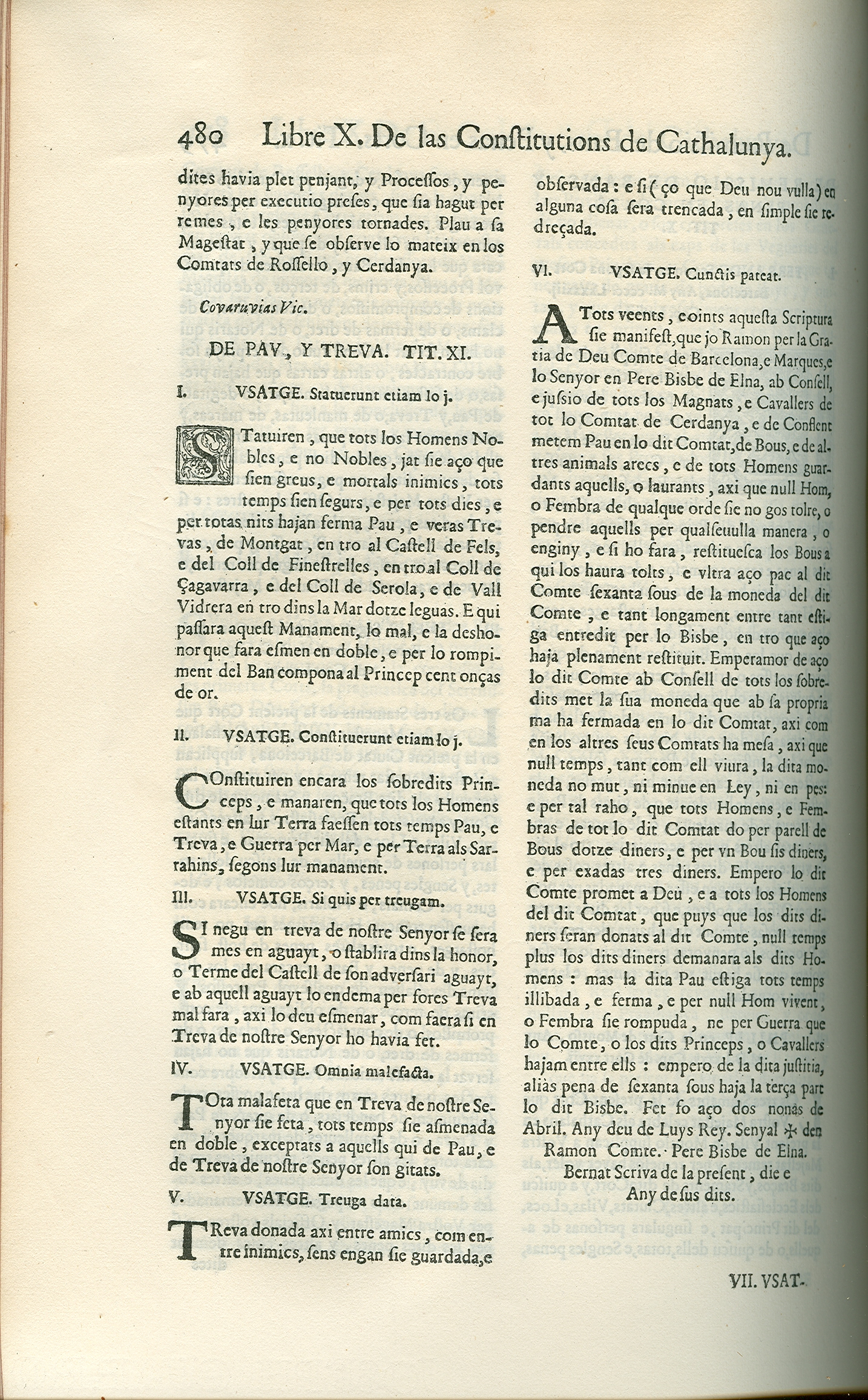
Capítol de les Constitucions de Catalunya, dedicat a la Pau i Treva

La Pau i Treva de Déu fou un moviment social assembleari impulsat al segle xi com a resposta de l'Església i de la pagesia a les violències perpetrades pels nobles feudals. Comptava amb el suport dels comtes, bisbes i camperols. Es poden considerar l'origen de les Corts Catalanes, juntament amb la Cort Comtal, i el primer exemple de parlamentarisme antic europeu, només per darrere de l'Althing islandès.

## La revolució feudal
Entre finals del segle X i principis del XI, als comtats catalans es va consolidar el feudalisme, que va ocasionar un període de lluites entre senyors pel control de les terres en el qual els camperols i religiosos patien nombrosos atacs. Aquest fenomen obligaria al poble a exigir reformes en la vida social, fet que originaria les assemblees de Pau i Treva impulsades per la institució eclesiàstica.

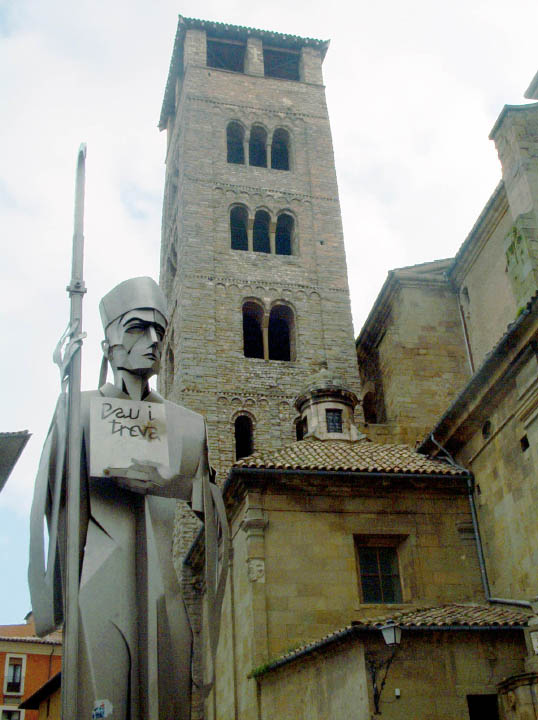
Homenatge a la Pau i treva, davant del campanar de la catedral de Vic, Osona

## Assemblees
La primera assemblea de Pau i Treva va tenir lloc als prats de Toluges (Rosselló), el 1027, sota presidència de l'abat Oliba. S'hi van establir una sèrie de disposicions, com el deure per a tots els habitants del comtat de Rosselló i de la diòcesi d'Elna d'abstenir-se de participar en combats o lluites, entre dissabte i dilluns per així poder complir el precepte dominical. També es prohibia d'assaltar clergues, esglésies, béns propietat d'una església o d'un monestir, o persones que es dirigissin a un lloc de culte o en tornessin. A més, s'havia de respectar la sagrera, l'espai de 30 passes al voltant de qualsevol església que sempre hauria d'estar lliure de violència. Per als infractors s'establia en un principi la pena d'excomunió, però més endavant s'usarien altres càstigs com fortes sancions econòmiques.
La Pau i Treva va ser portada a Vic el 1033, on es va augmentar la quantitat de dies de la setmana lliures de violència i es va estendre la protecció als comerciants i a aquelles persones que anessin a un mercat o en tornessin. En aquesta assemblea, a més dels clergues i el poble, hi havia comtes i senyors. Així el moviment social pacificador es consolidava amb el vistiplau de la gran majoria. A Barcelona la Pau i Treva comptaria amb el suport dels comtes i quedaria integrada dins de la Cort Comtal.

## Resultats
En general tothom va obeir els acords de les primeres assemblees de Pau i Treva, que s'escamparien per tots els comtats catalans. Només al comtat de Pallars les assemblees fracassarien. Els homes d'Artau I, comte de Pallars Sobirà atacaven principalment les sagreres i durant els dies de treva. A Barcelona, durant la segona meitat del segle xi, el comte Ramon Berenguer I i la seva muller Almodis no sols van ratificar les decisions de Pau i Treva, sinó que també van convocar noves assemblees com ara la de Barcelona el 1064 o la de Girona el 1068, les disposicions dels quals serien incorporades als Usatges de Barcelona.

## Significat social
Les assemblees de Pau i Treva, tot i ser impulsades pel poder eclesiàstic, havien sigut el resultat d'una gran pressió del poble que buscava garantir la seva seguretat. El eclesiàstics es van beneficiar d'aquestes assemblees perquè servirien per donar-los més seguretat a ells i a les seves possessions. Els camperols també se sentirien més segurs durant bona part de la setmana, en especial amb les noves disposicions que anirien sorgint en la resta d'assemblees del segle XI, més estrictes i amb càstigs importants per als infractors. Els comtes, per la seva part, veien en aquestes assemblees una forma de controlar el poder dels nobles. La Pau i Treva, a més, serviria per a la creació de nuclis urbans i mercats al voltant de les esglésies, fet que donava vida al comerç de l'interior.

## Evolució posterior
Les assemblees de Pau i Treva continuarien celebrant-se i arrelarien especialment al comtat de Barcelona, on quedarien integrades dins de la Cort Comtal. Moltes dels acords sorgits d'aquestes assemblees formarien part dels Usatges de Barcelona. Amb el temps, la Pau i Treva i la Cort Comtal es transformarien en les Cort Catalanes.